# Artur Bual
Artur Bual (Lisboa, 1926 - Amadora, 1999) foi um artista plástico português que influenciou de forma determinante a arte em Portugal na segunda metade do século XX.
Embora escultor e ceramista, é como pintor gestualista que a sua obra artística é mais reconhecida. Realizou diversas exposições em Portugal e no estrangeiro. Está representado em diversas colecções: Palácio da Justiça de Lisboa, Centro de Arte Moderna da Fundação Calouste Gulbenkian, Museus Nacionais, Câmaras Municipais, Centro de Formação Profissional de Pegões, Governo Regional dos Açores, etc. Executou diversos frescos em doze capelas, no Alentejo e Ribatejo.

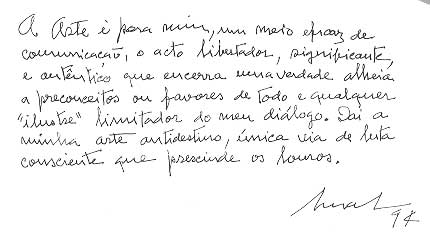
Texto manuscrito de Artur Bual.

## Pintura
Na sua tese "L'Art dans la Société Portugaise au XXème Siècle", apresentada há cerca de trinta anos na secção de Ciências Sociais da Ecole des Hautes Études, de Paris, José-Augusto França citava nove pintores representativos das várias tendências do abstraccionismo na pintura portuguesa, entre os quais como iniciador do gestualismo, Artur Bual. Os outros eram Vespeira, Fernando Azevedo, Fernando Lanhas, Nadir Afonso, Joaquim Rodrigo, Menez, João Vieira e D'Assumpção, citados por esta ordem.
Hoje, à distância de três décadas, é provável que as nove tendências representadas por estes pintores pudessem passar, por exemplo a três, e que alguns deles (dos pintores) pudessem ser substituídos por outros, ou que a lista pudesse " ser aumentada ou reduzida. Em arte, o tempo é como o Sol no seu giro diurno, projecta a sua luz sobre as coisas iluminando-as sucessivamente sob ângulos diferentes, fazendo sobressair perfis antes obscuros e ensombrando outros alterando o jogo de claro-escuro do fundo onde as coisas (que estão sempre no mesmo lugar) parecem mover-se.
Em qualquer caso, porém, uma lista de pintores historicamente representativos das várias tendências da pintura abstracta em Portugal seria sempre incompleta sem o nome de Bual. (Isto independentemente do juízo de valor que se queira fazer sobre um dos maiores pintores portugueses desta segunda metade do século). A razão é que a pintura de Bual é a primeira, e ainda a mais importante, referência do gestualismo na pintura portuguesa.
Com efeito, o gestualismo principiou na pintura portuguesa em 1958 com Artur Bual e foi na obra deste pintor que atingiu, e mantém ainda, a sua mais alta expressão estética.
Bual aparece no meio artístico português na década de 1950. Um tempo de alguns equívocos mas também de intensa ebulição criativa, em que a arte abstracta, até ali dispersa, passa a ser vista como uma vanguarda entre / ou contra, o neorrealismo e o surrealismo, que eram, desde o final da II Guerra Mundial, os movimentos modernos que agitavam mais alto as bandeiras. O seu nome figura entre os dos artistas abstractos de Portugal que a Galeria de Março, (1952-54) reuniu "em parada completa pela primeira vez" em Abril de 1954 num I Salão de Arte Abstracta organizado pelo historiador e crítico de arte referido no começo destas linhas, mas a sua pintura não tinha ainda encontrado nessa altura, um rumo próprio: o abstraccionismo, conquanto provável no seu horizonte, não constituía senão uma tendência. Bual não tinha qualquer filiação estética especialmente nominável e quanto à sua posição em face da questão do momento: "o que era ser figurativo ou não figurativo?" tanto não rejeitava como também não se submetia à representação do real.
O que na verdade a sua pintura tendia a representar (isso o ia levar, justamente, ao gestualismo) era o próprio acto de pintar.
Entretanto, quadros seus iam sendo vistos nas principais "colectivas" da época (as Gerais de Artes Plásticas da S.N.B.A., várias exposições da Galeria Pórtico a I Exposição de Artes Plásticas da Fundação C. Gulbenkian. etc.), até que em 1958 é exibida, no I Salão de Arte Moderna da S.N.B.A., a sua primeira pintura gestual.
Essa pintura evidenciou-se entre as melhores ali expostas e, de certa forma em oposição a elas pelo seu ineditismo no panorama artístico português, onde "os grupos adstritos aos jovens pintores" ainda procuravam comprovar o abstraccionismo pela "razão primogénita da espécie", isto é, folheando álbuns de Paul Klee, Kandinsky, Malevitch e, "em casos mais desesperados", de Mondrian, todos já iluminados pela luz perpétua da história.
A expressão "em oposição a", referindo à primeira pintura gestual de Artur Bual, vem numa critica de J.A. França publicada na altura, onde aquele crítico salientava "a coragem de navegar no mar alto" que Bual tinha atingido com a sua nova maneira de pintar e apontava o que a distinguia no conjunto do Salão: "um expressionismo cuja potência cenográfica se encontra(va) com a de uma corrente não figurativa de génese americana e pouca compreensão europeia".
Essa corrente americana era o expressionismo abstracto que tinha, por sua vez, génese europeia (Hartung, Wols, Soulages, por exemplo), mas havia adquirido grande relevo na América com Tobey, Kline e Pollock, entre outros.

## Prémios
- 3° Prémio da Exposição “Um Americano em Paris” - M.G.M. em 1952;
- Prémio Nacional Amadeo de Souza Cardoso em 1959;
- 3º Prémio do Sindicato dos Críticos de Arte na I Bienal de Paris em 1959;
- 1º Prémio do II Salão de Arte Moderna da Junta de Turismo da Costa do Sol em 1964;
- 2º Prémio do Concurso de Pintura da BP em 1966;
- Prémio Artes Plásticas das Revistas “Eles e Elas” e “Nova Gente” em 1983 e 1984;
- Prémio MAC´Carreira em 1997 - Movimento Arte Contemporânea.

## Colaboração de Ilustração
Tomou parte nos Encontros Inter-nacionais de Arte Caldas da Rainha e Bienal de Cerveira, organizados pelo Grupo Alvarez ;
Com Carlos Avilez e Francisco Relógio, colaborou, como director plástico em várias cenografias levadas à cena no Teatro Experimental de Cascais e do Porto.
Foi director gráfico da revista de arte e letras “Contravento”.
Executou painéis-mosaico para a estação da CP da Amadora e para o Metropolitano de Lisboa.
Ilustrou os livros “Instinto Supremo” de Ferreira de Castro, “As Alegres Noites de Um Boticário” de Miguel Barbosa e “Rencontre avec culture Portugaise” (Nov./91 - Paris).

## Citado em
- Pintura e Pintores etc. - Fernando Guedes ;
- Dicionário da Pintura Universal – Estúdios Cor ;
- Abstract Painting - Harryn, Abrarns, Ins., Publishers, New York;
- Art – Larousse;
- Koogan Larousse, Selecções;
- Dicionário dos Pintores e Escultores Portugueses - Fernando Pamplona;
- Arte Moderna e Contemporânea Portuguesa - 1900 a 1979 - Dictionaire Grolier;
- Portuguese 20th Century Artist – Londres;
- História de Arte Contemporânea por José-Augusto França.

## Exposições individuais e colectivas
Entre 1952 e 1999 participou a título individual ou colectivo em mais de 60 exposições em Portugal e no estrangeiro, nomeadamente em França, no Brasil, nos EUA, na Holanda, na Bélgica, em Espanha e na Checoslováquia. A lista completa e detalhada de exposições encontra-se disponível no site do Círculo Artístico e Cultural Artur Bual